# Chiesa di San Procopio (Fiesco)
La chiesa di San Procopio è la parrocchiale di Fiesco, in provincia e diocesi di Cremona; fa parte della zona pastorale 2.

## Storia
La prima citazione di una cappella a Fiesco risale al 1385 ed è contenuta nel Liber Synodalium, grazie al quale si apprende che essa dipendeva dalla pieve di Bressanoro.
La chiesa venne poi riedificata nel XVI secolo, per poi essere rimaneggiata e modificata nei secoli successivi; nel 1601 il vescovo Cesare Speciano, compiendo la sua visita pastorale, trovò che il numero dei fedeli era pari a 1031, che a servizio della cura d'anime v'erano il parroco e quattro altri sacerdoti e che la parrocchia, in cui vi erano le due confraternite del Santissimo Rosario e del Santissimo Sacramento, era inserita nel vicariato foraneo di Castelleone.
Se nel 1781 i parrocchiani erano 591, nel 1786 risultavano saliti a 673 e nel 1821 scesi a 500; nel 1975, con la riorganizzazione territoriale della diocesi attuata dal vescovo Giuseppe Amari, la chiesa passò dal vicariato di Castelleone, contestualmente soppresso, alla zona pastorale 3, per poi essere aggregata successivamente alla zona pastorale 2.

## Descrizione

### Esterno
La facciata a salienti della chiesa, rivolta a occidente, è suddivisa da una cornice marcapiano modanata in due registri, entrambi scanditi da lesene e abbelliti da specchiature; quello inferiore presenta al centro il portale d'ingresso, mentre quello superiore è caratterizzato da una serliana e coronato dal timpano di forma triangolare.
Annesso alla parrocchiale è il campanile a pianta quadrata, la cui cella presenta su ogni lato una bifora ed è coronata dalla guglia a base circolare.

### Interno
L'interno dell'edificio si compone di un'unica navata, coperta da una volta a botte lunettata ornata con affreschi; dai fianchi, scanditi da semicolonne corinzie in marmo a sostegno della trabeazione, si affacciano, attraverso arcate a tutto sesto, le cappelle laterali.
Al termine dell'aula si sviluppa il presbiterio, preceduto dall'arco trionfale; l'ambiente, coronato da una volta a botte riccamente dipinta, accoglie nel mezzo l'altare maggiore a mensa; sul fondo si sviluppa l'abside semicircolare, coperta dal catino affrescato.